# اشکان غایبی ساسانی
اشکان غایبی ساسانی (زادهٔ دههٔ ۱۹۸۰ در ایران) پژوهشگر، نویسنده و فعال فرهنگی ایرانی است که در زمینه‌های تاریخ، فلسفه، روان‌شناسی و زیست‌شناسی فعالیت می‌کند. او طی دو دههٔ اخیر مقالات متعددی در نشریات علمی و فرهنگی منتشر کرده و برخی آثارش در سطح بین‌المللی نیز بازتاب یافته‌است.

## زندگی
اشکان غایبی ساسانی در شهر رشت زاده شد و بخشی از فعالیت‌های فرهنگی و پژوهشی خود را در تهران ادامه داد. او از جوانی به علوم انسانی علاقه‌مند بود و در دههٔ ۲۰۰۰ میلادی به‌طور جدی وارد نگارش مقالات تخصصی شد. تمرکز اصلی او بر تاریخ ایران، فلسفه‌های تطبیقی، روان‌شناسی فردی و اجتماعی، و زیست‌شناسی انسان است.

## فعالیت‌ها
مقالات و سخنرانی‌های او در نشریات علمی و فرهنگی ایران منتشر شده و در برخی پایگاه‌های علمی بین‌المللی بازنشر یافته‌اند. اشکان غایبی ساسانی دیدگاه‌های خود را دربارهٔ تاریخ، فلسفه و روان‌شناسی با رویکردی تحلیلی و میان‌رشته‌ای ارائه می‌دهد.

## آثار برجسته
- تحلیل روان‌شناسی عشق (۱۳۹۰) – روان‌شناسی فردی
- تاریخ ایران باستان از دیدگاه فلسفی (۱۳۹۳)
- انسان و سرنوشت (۱۳۹۷)
- مقالات متعدد در نشریات علمی و فرهنگی معتبر